# Owen Churchill
Owen Porter Churchill (Los Angeles, 8 de março de 1896 — 22 de novembro de 1985) foi um velejador estadunidense, campeão olímpico. Ele competiu nos Jogos Olímpicos de Verão de 1932 na classe 8 Metre e conquistou a medalha de ouro na disputa a bordo do Angelita com John Biby, Alphonse Burnand, Kenneth Carey, William Cooper, Pierpont Davis, Carl Dorsey, John Huettner, Richard Moore, Alan Morgan, Robert Sutton e Thomas Webster.
Em 1919, Churchill formou-se na Universidade de Stanford, onde Alphonse Burnand também estudou. Os dois eram amigos íntimos e não apenas navegavam juntos com frequência, mas também comercializavam frutas e vegetais no vale de San Joaquin. Churchill tornou-se o principal patrono e capitão da equipe olímpica de iatismo dos Estados Unidos na década de 1930.